# Reggenza di Berau
La reggenza di Berau (in indonesiano: Kabupaten Berau) è una reggenza dell'Indonesia, situata nella provincia di Kalimantan Orientale.